# Lumacra leucobasilaris
Lumacra leucobasilaris är en fjärilsart som beskrevs av Davis 1975. Lumacra leucobasilaris ingår i släktet Lumacra och familjen säckspinnare. Inga underarter finns listade i Catalogue of Life.